# Kundan Shah
Kundan Shah (Bombay, 19 ottobre 1947 – Mumbai, 7 ottobre 2017) è stato un regista e sceneggiatore indiano.
Ha iniziato a lavorare a Bollywood con un film di grande successo del 1983: Jaane Bhi Do Yaaro, di cui ha scritto anche la sceneggiatura.
Nel 1987 ha diretto un episodio della serie televisiva Nukkad, con Saeed Akhtar Mirza.
Nel 1994 torna al cinema con la pellicola - interpretata dal giovane Shah Rukh Khan - Kabhi Haan Kabhi Naa, in veste sia di regista che di sceneggiatore.
Dopo qualche anno ha continuato la sua carriera, dirigendo altre star del cinema indiano quali Karisma Kapoor, Bobby Deol, Rekha e Preity Zinta.

## Filmografia
- 1983: Jaane Bhi Do Yaaro
- 1987: Nukkad - serie TV, 1 episodio
- 1989: Intezaar - serie TV
- 1994: Kabhi Haan Kabhi Naa
- 2000: Kya Kehna
- 2000: Hum To Mohabbat Karega
- 2001: Parsai Kehate Hain - serie TV
- 2002: Dil Hai Tumhara
- 2004: Ek Se Badhkar Ek
- 2005: Three Sisters - cortometraggio
- 2011: Mumbai Cutting - episodio "Hero"
- 2015: P Se PM Tak